# Folksvagen transporter
Folksvagen transporter, zasnovan na Folksvagenovoj T platformi, predstavlja seriju kombi vozila koja se proizvode duže od 60 godina. Generacije su redom označene kao T1, T2, T3, T4, T5 i T6. Takođe je označavan kao Tip 2, sa ciljem da se označi njihovo mesto u proizvodnom programu u odnosu na Folksvagen bubu. Direktni konkurenti na tržištu su Ford tranzit, Tojota hajis i Mercedes-Benz vito.
Transporter je najprodavanije kombi vozilo u istoriji, sa više od 12 miliona jedinica prodatih širom sveta,.

## Varijante
Folksvagen transporter se proizvodi u sledećim varijantama:
- Teretni kombi
- Miniven
- Minibus
- Putar
- Kamper

## Generacije

### T1 – Tip 2 (1950–1967)
Prva generacija Folksvagen Transportera. Napravljen je na osnovi Folksvagen Bube.

### T2 – Tip 2 (1967–1979)
Folksvagen T2 platforma, u proizvodnji od 1967. do 1979. godine, sa vazduhom hlađenim motorima.

### T3 – Tip 2 (1979–1992)
Folksvagen Tip 2 (T3), (T25 u Engleskoj, Vanagon u SAD, je bio poslednja generacija vozila koja su koristila vazduhom hlađene motore, i koji su postepeno zamenjeni bokser motorima sa vodenim hlađenjem..

### T4 – Transporter (1990–2003)
Folksvagen transporter (T4) je bio prvo vozilo napravljeno na T platformi. Suštinski se razlikuje od prethodnih generacija po tome što je motor sa vodenim hlađenjem postavljen napred, a pogon je na prednjim točkovima. T4 se u SAD prodavao pod imenom Folksvagen eurovan.

### T5 – Transporter (2003–2016)

#### 2003–2009
Folksvagen transporter (T5) predstavlja aktuelnu T platformu. U severnoj Americi se prodaje u Meksiku, ali ne i u SAD ili Kanadi.

#### 2009–2016 (fejslift)
Transporter T5 je pretrpeo fejslift krajem 2009. godine.

### T6 – Transporter (2016-2022)
Folksvagen transporter T6 je najnovija iteracija u familiji, a na tržištu se pojavio 2016. godine.

## Spoljašnje veze
- Istorija VW Transportera
- Folksvagen grupa
- Folksvagen grupa, komercijalna vozila